# Episodi di Evening Shade (quarta stagione)
La quarta stagione della serie televisiva Evening Shade è stata trasmessa in anteprima negli Stati Uniti d'America dalla CBS tra il 20 settembre 1993 e il 23 maggio 1994.
| nº | Titolo originale                    | Titolo italiano | Prima TV USA      | Prima TV Italia |
| -- | ----------------------------------- | --------------- | ----------------- | --------------- |
| 1  | Four Naked Women                    |                 | 20 settembre 1993 |                 |
| 2  | One Down, Three to Go               |                 | 27 settembre 1993 |                 |
| 3  | One Hot Game                        |                 | 4 ottobre 1993    |                 |
| 4  | Witness for the Prosecution         |                 | 11 ottobre 1993   |                 |
| 5  | Kiss of the Ice Cream Woman         |                 | 18 ottobre 1993   |                 |
| 6  | Night of the Living Newtons         |                 | 25 ottobre 1993   |                 |
| 7  | The Dance                           |                 | 1º novembre 1993  |                 |
| 8  | Wood and Evan's Excellent Adventure |                 | 8 novembre 1993   |                 |
| 9  | Small Town Girl                     |                 | 15 novembre 1993  |                 |
| 10 | Where There's Smoke                 |                 | 22 novembre 1993  |                 |
| 11 | Chain of Fools                      |                 | 29 novembre 1993  |                 |
| 12 | Sleepless in Arkansas               |                 | 13 dicembre 1993  |                 |
| 13 | The Proof Is in the Pudding         |                 | 20 dicembre 1993  |                 |
| 14 | The People's Choice                 |                 | 3 gennaio 1994    |                 |
| 15 | Educating Calvin                    |                 | 10 gennaio 1994   |                 |
| 16 | Paint the Town Nude                 |                 | 17 gennaio 1994   |                 |
| 17 | The Perfect Woman                   |                 | 31 gennaio 1994   |                 |
| 18 | It's a Mad, Mad, Mad Wood           |                 | 7 febbraio 1994   |                 |
| 19 | The Fabulous Frazier Girls          |                 | 28 febbraio 1994  |                 |
| 20 | I Did, I Did                        |                 | 7 marzo 1994      |                 |
| 21 | Mr. Newton Goes to Hot Springs      |                 | 14 marzo 1994     |                 |
| 22 | Who's Afraid of the Big Bad Wood?   |                 | 28 marzo 1994     |                 |
| 23 | Wood Climbs to New Heights          |                 | 11 aprile 1994    |                 |
| 24 | Mama Knows Best                     |                 | 9 maggio 1994     |                 |
| 25 | The Odder Couple                    |                 | 16 maggio 1994    |                 |
| 26 | I Left My Ring in Evening Shade     |                 | 23 maggio 1994    |                 |